# Станіслав Антоній Щука
Станіслав Антоній Щука (пол. Stanisław Antoni Szczuka; 1652/1654 — 19 травня 1710, Варшава) — шляхтич Великого князівства Литовського, державний діяч Республіки Обох Націй (Речі Посполитої). Регент Великої та малої коронних канцелярій. Світський коронний референдар, підканцлер литовський.

## Життєпис
Походив із литовської гілки роду. За Юрієм Вишневецьким, народився 1652 році, але сам вказував 1654 рік. Син Станіслава Щуки та його дружини Софії Шпилевської, доньки річицького підчашого Стефана Нероновича, помер 1655 чи 1656 року в московській неволі.
Навчався у Вільнюсі, у 1671-1672 роках — разом з синами литовського підскарбія Героніма Кришпіна Кіршенштайна, Яном Геронімом та Анджеєм Казимиром в Краківському університеті. Вивчав філософію 1672 року. Його долею зацікавився родич — хелмнський єпископ Казимир Ян Щука, який надав йому підтримку та протекцію. У 1675 році став королівським секретарем. Брав участь у Віденській битві на чолі королівської корогви гусарів. Наприкінці вересня 1683 року захворів бактеріальною червінкою.
Взимку 1687 року отримав посади старости скальського, люблінського (урочистий в'їзд 5 січня 1688 року). Перебував серед близького оточення королевича Якуба, з яким був у 1687 році біля Кам'янця. Сприяв «залагодженню» справи Якуба Бецала — державця королівського, якого оскаржувала опозиція за зловживання, наругу над розп'яттям.
Двічі Станіслава обирали маршалком на сеймах 1688-1689 та 1699 років.
Під час сейму взимку 6 лютого 1695 року одружився з Констанцією Марією Потоцькою — дамою двору королеви, донькою яблунівського старости Богуслава Потоцького (†1684/1693 року). Весіллю сприяла київська воєводина Анна Станіславська, це дало йому посаг 140 000 злотих польських (70 — готівка, решта — клейноди, виправи). Шлюб викликав злосливі коментарі (анонімні вірші). За правління Яна ІІІ, Станіслав найчастіше перебував у власному палаці (Варшава, ріг Длуґої та Мьодової, раніше палац Котовских), рідше — в Радзині. Брав участь у битві під Підгайцями. У таборі під Бережанами 25 вересня 1698 року сприяв залагодженню конфлікту між красноставським старостою Міхалом Потоцьким та мальборським воєводою Яном Єжи Пшебендовським.
18 вересня 1703 року на раді сенату у Варшаві разом із Любомирським, А. М. Сенявським, примасом Радзєйовським виступили проти перемир'я з московитами, висиланню посольства. 1706 року дружина з дітьми була ув'язнена коронним підкоморієм Є.Д.Любомирським, за дорученням Станіслава Лещиньського утримувались в Щецині. Пізніше казав, що мусив віддати їх «в заставу», бо його лякали ув'язненням в Стокгольмі, наказали перепросити Карла XII. Цілий рік перебував з С. Лещинським у Саксонії, восени 1707 року повернувся до Речі Посполитої.
27 лютого 1691 року отримав королівщину Седнів (Чернігівське воєводство), 1694 року — значні маєтності в Новгород-Сіверському повіті. Отримав маєтності померлого бездітним вишогрудського стольника Станіслава Котовського. Володів багатьма іншими маєтками, мав інші посади, які давали прибуток.
Вкладав значні кошти в місто Щучин (нині у складі Підляського воєводства), де збудував пишний замок, костел, монастир піярів. Коло 1698 року тут працював Юзеф Фонтана ІІ, з 1708 року будували костел імені Пресвятої Діви Марії, який частково сам проєктував. Інтер'єр храму робив Юрій Елевтер Семигіновський.
Був власником:
- Села Буданова з початку XVIII ст., сприяв його розвитку.[3]
- Кілька разів робив напади на містечко Орля.
- Горностайполя.[4]

Помер від запалення легень. Тіло було поховане в криптах костелу Щучина біля 2-х своїх дітей. На його прохання, вдова звільнила підданих від прострочених боргів.

### Сім'я
Дружина перейшла з євангелістсько-реформатського обряду на католицтво, померла 1733 року в Радзині. Діти:
- Август Міхал (29.9.97—1702), хресні батьки — Марія Казимира, королева-вдова; король Август ІІ
- Марцін Леопольд (13.11.1698—1728) — староста Вонвольницький, зять Александра Яна Потоцького
- Ян Кантій (1699/1700—1724) — зять Сапіг; сини були спадкоємцями бездітного мінського кастеляна Міхала Яна Щуки.
- Анна Марія (1703—1705)
- Вікторія (23.12.1701—1735) — дружина Яна Станіслава Контського (з 1719), з 1731 — кухмістра Яна Цетнера; по смерті братів — дідичка всіх родових маєтків.